# Hamza al-Musawi
Hamza al-Musawi (ur. 25 lipca 1989) – algierski zapaśnik walczący w stylu wolnym. Srebrny medalista igrzysk afrykańskich w 2015 i mistrzostw Afryki w 2013. Mistrz arabski w 2015. Dziesiąty na igrzyskach śródziemnomorskich w 2013 roku.